# شيري هيلي
شيري هيلي (بالإنجليزية: Cherry Healey)‏ هي مقدمة تلفزيونية بريطانية، ولدت في 5 ديسمبر 1980.

## وصلات خارجية
- الموقع الرسمي